# Greyerz (Patrizierfamilie)

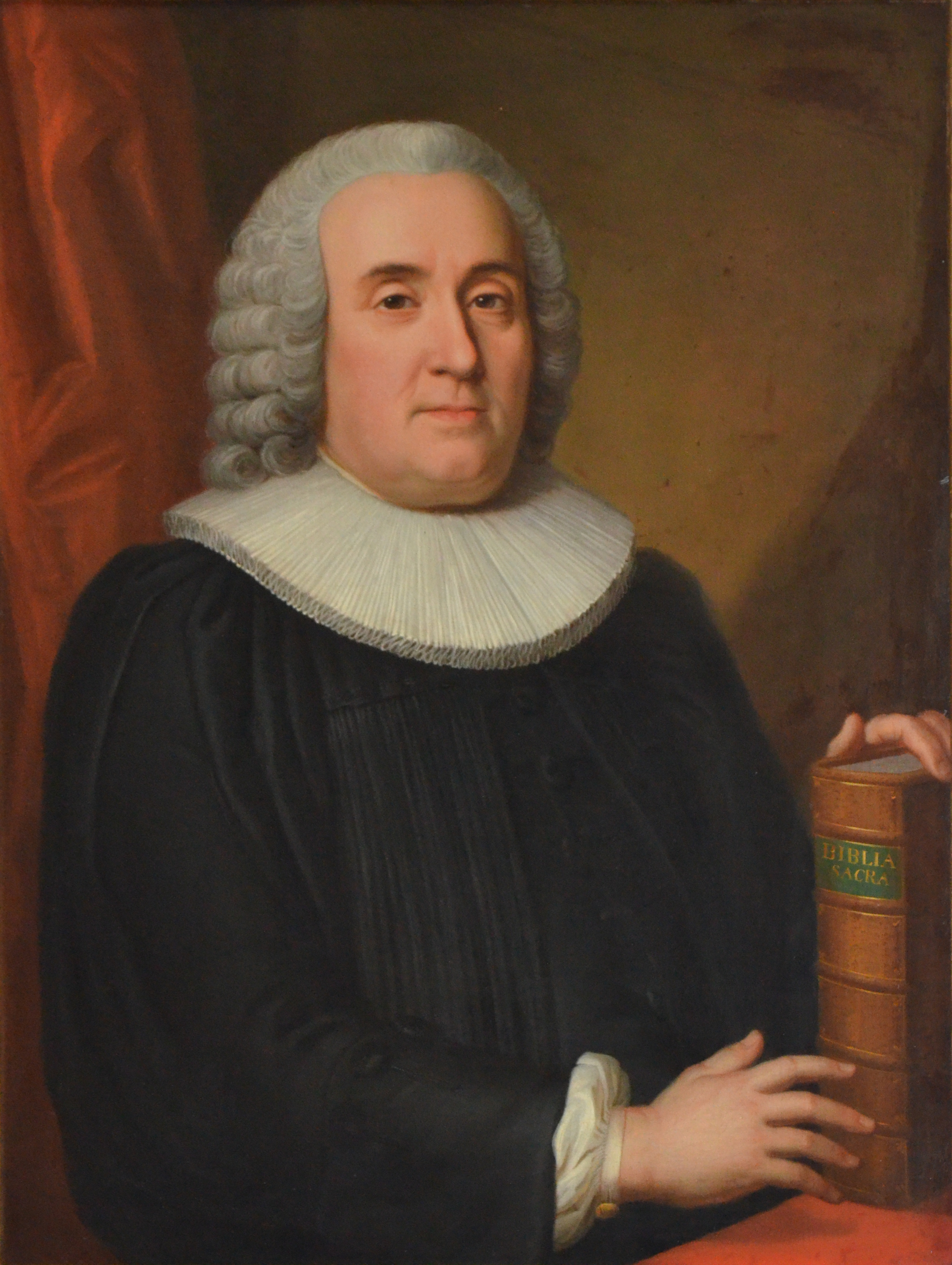
Abraham von Greyerz (1709–1778), Dekan, Bildnis von Jakob Emanuel Handmann (1767)

Die Familie von Greyerz (Gruyers, Gryers) ist eine aus Greyerz stammende Familie, die seit dem 14. Jahrhundert das Burgerrecht der Stadt Bern besitzt. 

## Geschichte
Die Familie von Greyerz wird in Bern im 14. Jahrhundert erstmals greifbar. Johannes erhielt in schriftlichen Quellen den Beinamen Wala (Walch, Welscher), der auf die französischsprachige Herkunft (Greyerz) hinweist. Genealogische Zusammenhänge mit dem 1575 ausgestorbenen freiburgischen Grafengeschlecht von Greyerz gibt es keine, obwohl die Berner Greyerz das Wappen der gräflichen Familie führen. Der 1433 als Kleiner Rat nachgewiesene Peter Greyerz gilt als Stammvater. Die Söhne des Hans von Greyerz bildeten die zwei Hauptlinien des Geschlechts. Die ältere, um 1700 erloschene Linie des mehrmaligen Landvogts Hans von Greyerz († 1588) war teilweise im Eisenhandel tätig und stellte mehrere Mitglieder des Grossen Rats und Landvögte, während die jüngere, blühende Linie des Albrecht von Greyerz ab 1750 der Gesellschaft zu Webern angehört und bis 1798 in niederen städtischen Ämtern, als Geistliche und Handwerker tätig waren.
Legendär ist Walo von Greyerz, der in der Schlacht bei der Schosshalde (1289) Berns Banner dem Feind entrissen haben soll.

## Personen
- Peter von Greyerz († 1448), Kastlan zu Zweisimmen
- Niklaus von Greyerz († 1515), Mitglied des Kleinen Rats
- Hans von Greyerz († 1561), Spitalmeister, Landvogt zu Fraubrunnen und zu Gottstatt
- Hans von Greyerz (1536–1588), Notar,  Kornschreiber, Landvogt zu Laupen, zu Bonmont und zu St. Johannsen
- Hans von Greyerz (1569–1618), Eisenhändler, Landvogt zu Laupen
- Jakob von Greyerz (1569–1618), Eisenhändler, Hauptmann in Savoyen, Landvogt zu Chillon und zu Echallens
- Abraham von Greyerz (1709–1778)[1], Pfarrer in Nidau, auf der Nydegg und am Münster, Stiftsdekan (1766)
- Niklaus Gottlieb von Greyerz (1748–1823), Pfarrer in Zimmerwald
- David Niklaus von Greyerz (1739–?), Offizier in französischen Diensten
- Gottlieb von Greyerz (1778–1855), Forstmeister in Günzburg und in Augsburg
- Wilhelm Aimé Otto von Greyerz (1829–1882), Pfarrer an der Heiliggeistkirche
- Otto von Greyerz (1863–1940), Sprachwissenschaftler und Mundartschriftsteller
- Karl von Greyerz (1870–1949), Pfarrer und Kirchenlieddichter
- Walo von Greyerz (1898–1976), Fürsprecher, Journalist, Stadtrat, Grossrat und Nationalrat.
- Hans von Greyerz (1907–1970), Historiker
- Kaspar von Greyerz (* 1947), Historiker
- Nicola von Greyerz (* 1973), Grossrätin (SP)